# Perlesta bjostadi
Perlesta bjostadi är en bäcksländeart som beskrevs av Boris C. Kondratieff och David R.Lenat 2006. Perlesta bjostadi ingår i släktet Perlesta och familjen jättebäcksländor. Inga underarter finns listade i Catalogue of Life.